# Coppa Libertadores 2025 (fase a gironi)
La fase a gironi della Coppa Libertadores 2025 si disputerà tra il 1º aprile e il 29 maggio 2025. A questa fase partecipano 32 squadre: 16 di queste si qualificheranno alla successiva fase ad eliminazione diretta, mentre 8 passeranno a disputare la contemporanea Coppa Sudamericana 2025 (disputando gli spareggi di accesso alla fase finale di quest'ultima competizione).

## Formato
In ogni gruppo le squadre si affrontano secondo la formula del girone all'italiana. Le prime due classificate di ciascun gruppo accedono alla fase finale. La terza classificata accede agli spareggi di accesso alla fase finale della Coppa Sudamericana e la quarta classificata è eliminata.
Nel caso che due o più squadre finiscano a pari punti nel girone, vengono adottati i seguenti criteri in ordine di importanza per stabilire le posizioni nella classifica finale del gruppo:
1. miglior differenza reti;
2. maggior numero di gol segnati;
3. maggior numero di gol segnati in trasferta;
4. miglior posizione nel ranking CONMEBOL (al 16 dicembre 2024);
5. sorteggio.

## Date
| Fase          | Turno       | Sorteggio     | Andata            | Ritorno           |
| ------------- | ----------- | ------------- | ----------------- | ----------------- |
| Fase a gruppi | 1ª giornata | 17 marzo 2025 | 1-3 aprile 2025   | 1-3 aprile 2025   |
| Fase a gruppi | 2ª giornata | 17 marzo 2025 | 8-10 aprile 2025  | 8-10 aprile 2025  |
| Fase a gruppi | 3ª giornata | 17 marzo 2025 | 22-24 aprile 2025 | 22-24 aprile 2025 |
| Fase a gruppi | 4ª giornata | 17 marzo 2025 | 6-8 maggio 2025   | 6-8 maggio 2025   |
| Fase a gruppi | 5ª giornata | 17 marzo 2025 | 13-15 maggio 2025 | 13-15 maggio 2025 |
| Fase a gruppi | 6ª giornata | 17 marzo 2025 | 27-29 maggio 2025 | 27-29 maggio 2025 |

## Sorteggio
Il sorteggio della fase a gironi si è tenuto il 17 marzo 2025 presso la sede della CONMEBOL di Luque (Paraguay), insieme al sorteggio della fase a gironi della contemporanea Copa Sudamericana.
La composizione delle 4 urne nelle quali sono state distribuite le squadre è stato determinato dal ranking CONMEBOL al 16 dicembre 2024. Nella composizione dei gruppi (ognuno composto da 4 squadre) si rispetterà il criterio per cui in ognuno di essi non vi potranno essere due squadre della stessa federazione, a meno che una delle due non provenga dalla fase preliminare.
| Urna 1 | Urna 2 | Urna 3 | Urna 4 |
| --- | --- | --- | --- |
| - Botafogo (21) - River Plate (1) - Palmeiras (2) - Flamengo (4) - Peñarol (5) - Nacional (6) - São Paulo (8) - Racing Club (12) | - Olimpia (13) - Liga de Quito (14) - Internacional (15) - Libertad (16) - Independiente del Valle (17) - Colo-Colo (23) - Estudiantes (LP) (24) - Bolívar (27) | - Atlético Nacional (28) - Vélez Sarsfield (29) - Fortaleza (37) - Sporting Cristal (38) - Universitario (41) - Talleres (C) (46) - Deportivo Táchira (49) - Universidad de Chile (57) | - Carabobo (173) - Atlético Bucaramanga (198) - Central Córdoba (SdE) (–) - San Antonio Bulo Bulo (–) - Alianza Lima (50) - Bahia (77) - Cerro Porteño (20) - Barcelona (25) |

## Gruppo A

### Classifica
| Squadra              | Pt | G | V | N | P | GF | GS | DG  |
| -------------------- | -- | - | - | - | - | -- | -- | --- |
| Estudiantes (LP)     | 12 | 6 | 4 | 0 | 2 | 11 | 5  | +6  |
| Botafogo             | 12 | 6 | 4 | 0 | 2 | 8  | 5  | +3  |
| Universidad de Chile | 10 | 6 | 3 | 1 | 2 | 8  | 6  | +2  |
| Carabobo             | 1  | 6 | 0 | 1 | 5 | 2  | 13 | -11 |

Legenda
      Squadre qualificate alla fase finale.
      Squadra trasferita alla fase finale della Copa Sudamericana 2025.

#### Risultati
| Squadra 1            | Risultato   | Squadra 2            |
| 1ª giornata          | 1ª giornata | 1ª giornata          |
| -------------------- | ----------- | -------------------- |
| Carabobo             | 0 - 2       | Estudiantes (LP)     |
| Universidad de Chile | 1 - 0       | Botafogo             |
| 2ª giornata          |             |                      |
| Botafogo             | 2 - 0       | Carabobo             |
| Estudiantes (LP)     | 1 - 2       | Universidad de Chile |
| 3ª giornata          |             |                      |
| Carabobo             | 1 - 1       | Universidad de Chile |
| Estudiantes (LP)     | 1 - 0       | Botafogo             |
| 4ª giornata          |             |                      |
| Carabobo             | 1 - 2       | Botafogo             |
| Universidad de Chile | 0 - 3       | Estudiantes (LP)     |
| 5ª giornata          |             |                      |
| Universidad de Chile | 4 - 0       | Carabobo             |
| Botafogo             | 3 - 2       | Estudiantes (LP)     |
| 6ª giornata          |             |                      |
| Botafogo             | 1 - 0       | Universidad de Chile |
| Estudiantes (LP)     | 2 - 0       | Carabobo             |

### Tabellini
| Arbitro: | Jhon Ospina |

|  |           |                                |
|  | Marcatori | 45’ Núñez 73’ (rig.) Ascacíbar |

| Arbitro: | Esteban Ostojich |

|              |           |  |
| Di Yorio 59’ | Marcatori |  |

| Arbitro: | Guillermo Guerrero |

|                                   |           |  |
| Patrick 88’ Matheus Martins 90+8’ | Marcatori |  |

| Arbitro: | Derlis López |

|          |           |                                 |
| Piovi 3’ | Marcatori | 7’ (rig.) Aránguiz 10’ Zaldivia |

| Arbitro: | Carlos Ortega |

|                      |           |                     |
| Tortolero 22’ (rig.) | Marcatori | 43’ (rig.) Aránguiz |

| Arbitro: | Gustavo Tejera |

|              |           |  |
| Carrillo 38’ | Marcatori |  |

| Arbitro: | Carlos Benítez |

|            |           |                            |
| Aponte 76’ | Marcatori | 22’ Vitinho 90+1’ Cuiabano |

| Arbitro: | Andrés Rojas |

|  |           |                                         |
|  | Marcatori | 22’ Palacios 31’ Ascacíbar 39’ Carrillo |

| Arbitro: | Bryan Loayza |

|                                                            |           |  |
| Sepúlveda 30’ Aránguiz 65’ (rig.) Zaldivia 81’ Poblete 90’ | Marcatori |  |

| Arbitro: | Juan Benítez |

|                                   |           |                                        |
| Rwan 42’ Igor Jesus 52’ Artur 85’ | Marcatori | 62’ (rig.) Palacios 77’ Tiago Palacios |

| Arbitro: | Andrés Rojas |

|                |           |  |
| Igor Jesus 38’ | Marcatori |  |

| Arbitro: | Augusto Menéndez |

|                       |           |  |
| Cetré 10’ Giménez 24’ | Marcatori |  |

## Gruppo B

### Classifica
| Squadra                 | Pt | G | V | N | P | GF | GS | DG |
| ----------------------- | -- | - | - | - | - | -- | -- | -- |
| River Plate             | 12 | 6 | 3 | 3 | 0 | 13 | 7  | +6 |
| Universitario           | 8  | 6 | 2 | 2 | 2 | 4  | 4  | 0  |
| Independiente del Valle | 8  | 6 | 2 | 2 | 2 | 8  | 11 | -3 |
| Barcelona SC            | 4  | 6 | 1 | 1 | 4 | 4  | 7  | -3 |

Legenda
      Squadre qualificate alla fase finale.
      Squadra trasferita alla fase finale della Copa Sudamericana 2025.

### Risultati

#### Risultati
| Squadra 1               | Risultato   | Squadra 2               |
| 1ª giornata             | 1ª giornata | 1ª giornata             |
| ----------------------- | ----------- | ----------------------- |
| Barcelona SC            | 1 - 0       | Independiente del Valle |
| Universitario           | 0 - 1       | River Plate             |
| 2ª giornata             |             |                         |
| River Plate             | 0 - 0       | Barcelona SC            |
| Independiente del Valle | 1 - 0       | Universitario           |
| 3ª giornata             |             |                         |
| Barcelona SC            | 0 - 1       | Universitario           |
| Independiente del Valle | 2 - 2       | River Plate             |
| 4ª giornata             |             |                         |
| Barcelona SC            | 2 - 3       | River Plate             |
| Universitario           | 1 - 1       | Independiente del Valle |
| 5ª giornata             |             |                         |
| Universitario           | 1 - 0       | Barcelona SC            |
| River Plate             | 6 - 2       | Independiente del Valle |
| 6ª giornata             |             |                         |
| River Plate             | 1 - 1       | Universitario           |
| Independiente del Valle | 2 - 1       | Barcelona SC            |

### Tabellini
| Arbitro: | Wilton Sampaio |

|             |           |  |
| Carabalí 5’ | Marcatori |  |

| Arbitro: | Gustavo Tejera |

|  |           |          |
|  | Marcatori | 17’ Díaz |

| Buenos Aires 8 aprile 2025, ore 21:30 UTC-3 2ª giornata | River Plate   | 0 – 0 referto | Barcelona SC | Estadio Monumental (0 spett.)\| Arbitro: \| Raphael Claus \| |
| Arbitro:                                                | Raphael Claus |               |              |                                                              |

| Arbitro: | Jhon Ospina |

|             |           |  |
| Alcívar 82’ | Marcatori |  |

| Arbitro: | Carlos Benítez |

|  |           |               |
|  | Marcatori | 31’ É. Flores |

| Arbitro: | Piero Maza |

|                           |           |                         |
| Spinelli 24’ Spinelli 30’ | Marcatori | 68’ Galoppo 74’ Driussi |

| Arbitro: | Wilmar Roldán |

|                                       |           |                                        |
| Rivero 15’ Martínez Quarta 49’ (aut.) | Marcatori | 7’ Driussi 26’ Colidio 48’ Mastantuono |

| Arbitro: | Paulo Zanovelli |

|              |           |              |
| Carabalí 34’ | Marcatori | 28’ Spinelli |

| Arbitro: | Andrés Matonte |

|              |           |  |
| Valera 45+1’ | Marcatori |  |

| Arbitro: | Jesús Valenzuela |

|                                                                                        |           |                        |
| Driussi 8’ Zárate 25’ (aut.) Mastantuono 45+5’ (rig.) Meza 51’ Borja 88’ Lanzini 90+4’ | Marcatori | 11’ Hoyos 21’ Spinelli |

| Arbitro: | Raphael Claus |

|             |           |              |
| Colidio 36’ | Marcatori | 45+2’ Concha |

| Arbitro: | Garay |

|                            |           |             |
| Mercado 64’ Re. Ibarra 69’ | Marcatori | 24’ Caicedo |

## Gruppo C

### Classifica
| Squadra               | Pt | G | V | N | P | GF | GS | DG |
| --------------------- | -- | - | - | - | - | -- | -- | -- |
| LDU Quito             | 11 | 6 | 3 | 2 | 1 | 8  | 4  | +4 |
| Flamengo              | 11 | 6 | 3 | 2 | 1 | 6  | 3  | +3 |
| Central Córdoba (SdE) | 11 | 6 | 3 | 2 | 1 | 7  | 7  | 0  |
| Deportivo Táchira     | 0  | 6 | 0 | 0 | 6 | 4  | 11 | -7 |

Legenda
      Squadre qualificate alla fase finale.
      Squadra trasferita alla fase finale della Copa Sudamericana 2025.

### Risultati
| Squadra 1             | Risultato   | Squadra 2             |
| 1ª giornata           | 1ª giornata | 1ª giornata           |
| --------------------- | ----------- | --------------------- |
| Central Córdoba (SdE) | 0 - 0       | LDU Quito             |
| Deportivo Táchira     | 0 - 1       | Flamengo              |
| 2ª giornata           |             |                       |
| Flamengo              | 1 - 2       | Central Córdoba (SdE) |
| LDU Quito             | 2 - 0       | Deportivo Táchira     |
| 3ª giornata           |             |                       |
| LDU Quito             | 0 - 0       | Flamengo              |
| Central Córdoba (SdE) | 2 - 1       | Deportivo Táchira     |
| 4ª giornata           |             |                       |
| Deportivo Táchira     | 2 - 3       | LDU Quito             |
| Central Córdoba (SdE) | 1 - 1       | Flamengo              |
| 5ª giornata           |             |                       |
| Deportivo Táchira     | 1 - 2       | Central Córdoba (SdE) |
| Flamengo              | 2 - 0       | LDU Quito             |
| 6ª giornata           |             |                       |
| Flamengo              | 1 - 0       | Deportivo Táchira     |
| LDU Quito             | 3 - 0       | Central Córdoba (SdE) |

### Tabellini
| Santiago del Estero 3 aprile 2025, ore 19:00 UTC-3 1ª giornata | Central Córdoba (SdE) | 0 – 0 referto | LDU Quito | Estadio Único Madre de Ciudades (12 132 spett.)\| Arbitro: \| Leodán González \| |
| Arbitro:                                                       | Leodán González       |               |           |                                                                                  |

| Arbitro: | Gery Vargas |

|  |           |             |
|  | Marcatori | 57’ Juninho |

| Arbitro: | Cristián Garay |

|                |           |                                  |
| de la Cruz 60’ | Marcatori | 24’ (rig.) Heredia 44’ Florentín |

| Arbitro: | Joel Alarcón |

|                   |           |  |
| Arce 73’ Arce 83’ | Marcatori |  |

| Quito 22 aprile 2025, ore 17:00 UTC-5 3ª giornata | LDU Quito    | 0 – 0 referto | Flamengo | Estadio Rodrigo Paz Delgado (17 883 spett.)\| Arbitro: \| Derlis López \| |
| Arbitro:                                          | Derlis López |               |          |                                                                           |

| Arbitro: | Jhon Ospina |

|                         |           |             |
| Angulo 4’ Quagliata 19’ | Marcatori | 37’ Requena |

| Arbitro: | Gery Vargas |

|                                    |           |                                 |
| N. Hernández 67’ B. Castillo 90+5’ | Marcatori | 16’ Alzugaray 19’ Arce 54’ Arce |

| Arbitro: | Felipe González |

|           |           |                   |
| Verón 61’ | Marcatori | 10’ de Arrascaeta |

| Arbitro: | Mathías de Armas |

|                 |           |                      |
| B. Castillo 75’ | Marcatori | 20’ Galván 76’ Verón |

| Arbitro: | Andrés Rojas |

|                               |           |  |
| Léo Ortiz 10’ Luiz Araújo 54’ | Marcatori |  |

| Arbitro: | Carlos Ortega |

|                 |           |  |
| Léo Pereira 66’ | Marcatori |  |

| Arbitro: | Felipe González |

|                                          |           |  |
| Alvarado 15’ Alzugaray 44’ Alzugaray 53’ | Marcatori |  |

## Gruppo D

### Classifica
| Squadra      | Pt | G | V | N | P | GF | GS | DG |
| ------------ | -- | - | - | - | - | -- | -- | -- |
| San Paolo    | 14 | 6 | 4 | 2 | 0 | 10 | 4  | +6 |
| Libertad     | 9  | 6 | 2 | 3 | 1 | 6  | 5  | +1 |
| Alianza Lima | 5  | 6 | 1 | 2 | 3 | 7  | 11 | -4 |
| Talleres (C) | 4  | 6 | 1 | 1 | 4 | 5  | 8  | -3 |

Legenda
      Squadre qualificate alla fase finale.
      Squadra trasferita alla fase finale della Copa Sudamericana 2025.

### Risultati
| Squadra 1    | Risultato   | Squadra 2    |
| 1ª giornata  | 1ª giornata | 1ª giornata  |
| ------------ | ----------- | ------------ |
| Alianza Lima | 0 - 1       | Libertad     |
| Talleres (C) | 0 - 1       | San Paolo    |
| 2ª giornata  |             |              |
| Libertad     | 2 - 0       | Talleres (C) |
| San Paolo    | 2 - 2       | Alianza Lima |
| 3ª giornata  |             |              |
| Alianza Lima | 3 - 2       | Talleres (C) |
| Libertad     | 0 - 2       | San Paolo    |
| 4ª giornata  |             |              |
| Alianza Lima | 0 - 2       | San Paolo    |
| Talleres (C) | 0 - 0       | Libertad     |
| 5ª giornata  |             |              |
| San Paolo    | 1 - 1       | Libertad     |
| Talleres (C) | 2 - 0       | Alianza Lima |
| 6ª giornata  |             |              |
| San Paolo    | 2 - 1       | Talleres (C) |
| Libertad     | 2 - 2       | Alianza Lima |

### Tabellini
| Arbitro: | Wilmar Roldán |

|  |           |             |
|  | Marcatori | 52’ Aguilar |

| Arbitro: | Felipe González |

|  |           |             |
|  | Marcatori | 76’ Alisson |

| Arbitro: | Esteban Ostojich |

|                       |           |  |
| Franco 9’ Alcaraz 57’ | Marcatori |  |

| Arbitro: | Alexis Herrera |

|                           |           |                          |
| Ferreira 32’ Ferreira 37’ | Marcatori | 66’ Castillo 76’ Quevedo |

| Arbitro: | Andrés Rojas |

|                                        |           |                                |
| Guerrero 11’ Guerrero 57’ Barcos 90+5’ | Marcatori | 64’ (rig.) Girotti 69’ Girotti |

| Arbitro: | Cristián Garay |

|  |           |                                    |
|  | Marcatori | 62’ Lucas Ferreira 83’ André Silva |

| Arbitro: | Andrés Matonte |

|  |           |                                 |
|  | Marcatori | 35’ André Silva 89’ André Silva |

| Córdoba 8 maggio 2025, ore 19:00 UTC-3 4ª giornata | Talleres (C)   | 0 – 0 referto | Libertad | Estadio Mario Alberto Kempes (25 028 spett.)\| Arbitro: \| Gustavo Tejera \| |
| Arbitro:                                           | Gustavo Tejera |               |          |                                                                              |

| Arbitro: | Carlos Betancur |

|                   |           |             |
| Lucca Marques 90’ | Marcatori | 74’ Aguilar |

| Arbitro: | Gery Vargas |

|                        |           |  |
| Botta 23’ Depietri 38’ | Marcatori |  |

| Arbitro: | Piero Maza |

|                        |           |             |
| Sabino 26’ Luciano 84’ | Marcatori | 39’ Girotti |

| Arbitro: | Esteban Ostojich |

|                                     |           |                              |
| Ó. Cardozo 45+5’ (rig.) Ramírez 63’ | Marcatori | 28’ Guerrero 42’ E. Castillo |

## Gruppo E

### Classifica
| Squadra              | Pt | G | V | N | P | GF | GS | DG  |
| -------------------- | -- | - | - | - | - | -- | -- | --- |
| Racing Club          | 13 | 6 | 4 | 1 | 1 | 14 | 3  | +11 |
| Fortaleza            | 8  | 6 | 2 | 2 | 2 | 8  | 5  | +3  |
| Atlético Bucaramanga | 6  | 6 | 1 | 3 | 2 | 6  | 10 | -4  |
| Colo-Colo            | 5  | 6 | 1 | 2 | 3 | 5  | 15 | -10 |

Legenda
      Squadre qualificate alla fase finale.
      Squadra trasferita alla fase finale della Copa Sudamericana 2025.

### Risultati
| Squadra 1            | Risultato    | Squadra 2            |
| 1ª giornata          | 1ª giornata  | 1ª giornata          |
| -------------------- | ------------ | -------------------- |
| Atlético Bucaramanga | 3 - 3        | Colo-Colo            |
| Fortaleza            | 0 - 3        | Racing Club          |
| 2ª giornata          |              |                      |
| Racing Club          | 1 - 2        | Atlético Bucaramanga |
| Colo-Colo            | 0 - 3 (tav.) | Fortaleza            |
| 3ª giornata          |              |                      |
| Colo-Colo            | 1 - 1        | Racing Club          |
| Atlético Bucaramanga | 1 - 1        | Fortaleza            |
| 4ª giornata          |              |                      |
| Atlético Bucaramanga | 0 - 4        | Racing Club          |
| Fortaleza            | 4 - 0        | Colo-Colo            |
| 5ª giornata          |              |                      |
| Fortaleza            | 0 - 0        | Atlético Bucaramanga |
| Racing Club          | 4 - 0        | Colo-Colo            |
| 6ª giornata          |              |                      |
| Racing Club          | 1 - 0        | Fortaleza            |
| Colo-Colo            | 1 - 0        | Atlético Bucaramanga |

### Tabellini
| Arbitro: | Carlos Benítez |

|                               |           |                                       |
| Londoño 9’ Pons 24’ Henao 57’ | Marcatori | 38’ (rig.) Correa 63’ Isla 84’ Correa |

| Arbitro: | Juan Gabriel Benítez |

|  |           |                                 |
|  | Marcatori | 26’ Salas 48’ Almendra 84’ Sosa |

| Arbitro: | Andrés Matonte |

|               |           |                       |
| Barrios 90+2’ | Marcatori | 54’ Pons 64’ Sambueza |

| Santiago 10 aprile 2025, ore 20:30 UTC-4 2ª giornata | Colo-Colo      | 0 – 3 (a tavolino) referto | Fortaleza | Estadio Monumental\| Arbitro: \| Gustavo Tejera \| |
| Arbitro:                                             | Gustavo Tejera |                            |           |                                                    |

| Arbitro: | Juan Gabriel Benítez |

|           |           |             |
| Cepeda 9’ | Marcatori | 86’ Barrios |

| Arbitro: | Kevin Ortega |

|                 |           |               |
| Pons 89’ (rig.) | Marcatori | 19’ Deyverson |

| Arbitro: | Augusto Aragón |

|  |           |                                               |
|  | Marcatori | 4’ Martínez 56’ Solari 69’ Sosa 90+4’ Barrios |

| Arbitro: | Jesús Valenzuela |

|                                                      |           |  |
| Breno Lopes 25’ Marinho 30’ Deyverson 39’ Lucero 85’ | Marcatori |  |

| Fortaleza 13 maggio 2025, ore 21:30 UTC-3 5ª giornata | Fortaleza    | 0 – 0 referto | Atlético Bucaramanga | Arena Castelão (? spett.)\| Arbitro: \| Derlis López \| |
| Arbitro:                                              | Derlis López |               |                      |                                                         |

| Arbitro: | Gustavo Tejera |

|                                                   |           |  |
| Martínez 36’ Martínez 45+1’ Solari 51’ Balboa 81’ | Marcatori |  |

| Arbitro: | Alexis Herrera |

|                |           |  |
| Martínez 90+4’ | Marcatori |  |

| Arbitro: | Kevin Ortega |

|            |           |  |
| Correa 26’ | Marcatori |  |

## Gruppo F

### Classifica
| Squadra           | Pt | G | V | N | P | GF | GS | DG |
| ----------------- | -- | - | - | - | - | -- | -- | -- |
| Internacional     | 11 | 6 | 3 | 2 | 1 | 12 | 8  | +4 |
| Atlético Nacional | 9  | 6 | 3 | 0 | 3 | 7  | 6  | +1 |
| Bahia             | 7  | 6 | 2 | 1 | 3 | 5  | 7  | -2 |
| Nacional          | 7  | 6 | 2 | 1 | 3 | 7  | 10 | -3 |

Legenda
      Squadre qualificate alla fase finale.
      Squadra trasferita alla fase finale della Copa Sudamericana 2025.

### Risultati
| Squadra 1         | Risultato   | Squadra 2         |
| 1ª giornata       | 1ª giornata | 1ª giornata       |
| ----------------- | ----------- | ----------------- |
| Atlético Nacional | 3 - 0       | Nacional          |
| Bahia             | 1 - 1       | Internacional     |
| 2ª giornata       |             |                   |
| Nacional          | 0 - 1       | Bahia             |
| Internacional     | 3 - 0       | Atlético Nacional |
| 3ª giornata       |             |                   |
| Internacional     | 3 - 3       | Nacional          |
| Bahia             | 1 - 0       | Atlético Nacional |
| 4ª giornata       |             |                   |
| Bahia             | 1 - 3       | Nacional          |
| Atlético Nacional | 3 - 1       | Internacional     |
| 5ª giornata       |             |                   |
| Atlético Nacional | 1 - 0       | Bahia             |
| Nacional          | 0 - 2       | Internacional     |
| 6ª giornata       |             |                   |
| Nacional          | 1 - 0       | Atlético Nacional |
| Internacional     | 2 - 1       | Bahia             |

### Tabellini
| Arbitro: | Yael Falcón Pérez |

|                                          |           |  |
| Hinestroza 45+2’ Viveros 55’ Morelos 72’ | Marcatori |  |

| Arbitro: | Piero Maza |

|                |           |              |
| Jean Lucas 73’ | Marcatori | 84’ Valencia |

| Arbitro: | Darío Herrera |

|  |           |                 |
|  | Marcatori | 64’ Erick Pulga |

| Arbitro: | Felipe González |

|                                                                  |           |  |
| Alan Patrick 50’ (rig.) Alan Patrick 82’ (rig.) Alan Patrick 88’ | Marcatori |  |

| Arbitro: | Alexis Herrera |

|                                              |           |                                 |
| Alan Patrick 45+1’ Bernabei 67’ Fernando 73’ | Marcatori | 6’ Millán 10’ Boggio 43’ Coates |

| Arbitro: | Mario Díaz de Vivar |

|                  |           |  |
| Willian José 71’ | Marcatori |  |

| Arbitro: | Yael Falcón Pérez |

|                |           |                                      |
| Jean Lucas 47’ | Marcatori | 57’ Morales 69’ Ni. López 86’ Millán |

| Arbitro: | Facundo Tello |

|                                    |           |                         |
| Viveros 39’ Arce 55’ Viveros 90+3’ | Marcatori | 80’ (rig.) Alan Patrick |

| Arbitro: | Darío Herrera |

|             |           |  |
| Viveros 46’ | Marcatori |  |

| Arbitro: | Piero Maza |

|  |           |                                   |
|  | Marcatori | 45’ Ricardo Mathias 90+7’ Aguirre |

| Arbitro: | Maximiliano Ramírez |

|           |           |  |
| Oliva 88’ | Marcatori |  |

| Arbitro: | Facundo Tello |

|                       |           |                |
| Vitinho 58’ Borré 77’ | Marcatori | 54’ Jean Lucas |

## Gruppo G

### Classifica
| Squadra          | Pt | G | V | N | P | GF | GS | DG  |
| ---------------- | -- | - | - | - | - | -- | -- | --- |
| Palmeiras        | 18 | 6 | 6 | 0 | 0 | 17 | 4  | +13 |
| Cerro Porteño    | 7  | 6 | 2 | 1 | 3 | 7  | 11 | -4  |
| Bolívar          | 6  | 6 | 2 | 0 | 4 | 12 | 11 | +1  |
| Sporting Cristal | 4  | 6 | 1 | 1 | 4 | 6  | 16 | -10 |

Legenda
      Squadre qualificate alla fase finale.
      Squadra trasferita alla fase finale della Copa Sudamericana 2025.
(X) Squadra che si è assicurata almeno la qualificazione alla fase finale di Copa Sudamericana 2025.

### Risultati
| Squadra 1        | Risultato   | Squadra 2        |
| 1ª giornata      | 1ª giornata | 1ª giornata      |
| ---------------- | ----------- | ---------------- |
| Cerro Porteño    | 4 - 2       | Bolívar          |
| Sporting Cristal | 2 - 3       | Palmeiras        |
| 2ª giornata      |             |                  |
| Bolívar          | 3 - 0       | Sporting Cristal |
| Palmeiras        | 1 - 0       | Cerro Porteño    |
| 3ª giornata      |             |                  |
| Bolívar          | 2 - 3       | Palmeiras        |
| Cerro Porteño    | 2 - 2       | Sporting Cristal |
| 4ª giornata      |             |                  |
| Cerro Porteño    | 0 - 2       | Palmeiras        |
| Sporting Cristal | 2 - 1       | Bolívar          |
| 5ª giornata      |             |                  |
| Sporting Cristal | 0 - 1       | Cerro Porteño    |
| Palmeiras        | 2 - 0       | Bolívar          |
| 6ª giornata      |             |                  |
| Palmeiras        | 6 - 0       | Sporting Cristal |
| Bolívar          | 4 - 0       | Cerro Porteño    |

### Tabellini
| Arbitro: | Alexis Herrera |

|                                              |           |                   |
| Torres 45+3’ Torres 47’ Torres 61’ Morel 72’ | Marcatori | 17’ Vaca 89’ Vaca |

| Arbitro: | Darío Herrera |

|                        |           |                                            |
| Pretell 67’ Távara 83’ | Marcatori | 38’ Estêvão 82’ (rig.) Piquerez 90+2’ Ríos |

| Arbitro: | Maximiliano Ramírez |

|                                                |           |  |
| Fábio Gomes 12’ (rig.) R. Vaca 44’ R. Vaca 58’ | Marcatori |  |

| Arbitro: | Andrés Rojas |

|          |           |  |
| Ríos 41’ | Marcatori |  |

| Arbitro: | Yael Falcón Pérez |

|                                     |           |                                    |
| Fábio Roberto 56’ Fábio Roberto 69’ | Marcatori | 19’ López 45’ Estêvão 73’ Maurício |

| Arbitro: | Esteban Ostojich |

|                           |           |                            |
| Domínguez 42’ Carrizo 44’ | Marcatori | 37’ González 90+2’ Lutiger |

| Arbitro: | Piero Maza |

|  |           |                               |
|  | Marcatori | 41’ Estêvão 90+4’ Vitor Roque |

| Arbitro: | Carlos Betancur |

|                                |           |          |
| Cauteruccio 5’ Cauteruccio 48’ | Marcatori | 73’ Vaca |

| Arbitro: | Facundo Tello |

|  |           |            |
|  | Marcatori | 14’ Iturbe |

| Arbitro: | Nicolás Ramírez |

|                      |           |  |
| Murilo 6’ Torres 12’ | Marcatori |  |

| Arbitro: | Wilmar Roldán |

|                                                                     |           |  |
| Estêvão 32’ López 39’ López 45+2’ Veiga 64’ Paulinho 71’ Torres 80’ | Marcatori |  |

| Arbitro: | Andrés Matonte |

|                                                       |           |  |
| Romero 41’ Melgar 45+2’ Rodríguez 50’ Fábio Gomes 80’ | Marcatori |  |

## Gruppo H

### Classifica
| Squadra               | Pt | G | V | N | P | GF | GS | DG  |
| --------------------- | -- | - | - | - | - | -- | -- | --- |
| Vélez Sarsfield       | 11 | 6 | 3 | 2 | 1 | 11 | 4  | +7  |
| Peñarol               | 11 | 6 | 3 | 2 | 1 | 9  | 4  | +5  |
| San Antonio Bulo Bulo | 6  | 6 | 2 | 0 | 4 | 5  | 15 | -10 |
| Olimpia               | 5  | 6 | 1 | 2 | 3 | 9  | 11 | -2  |

Legenda
      Squadre qualificate alla fase finale.
      Squadra trasferita alla fase finale della Copa Sudamericana 2025.

### Risultati
| Squadra 1             | Risultato   | Squadra 2             |
| 1ª giornata           | 1ª giornata | 1ª giornata           |
| --------------------- | ----------- | --------------------- |
| San Antonio Bulo Bulo | 3 - 2       | Olimpia               |
| Vélez Sarsfield       | 2 - 1       | Peñarol               |
| 2ª giornata           |             |                       |
| Peñarol               | 2 - 0       | San Antonio Bulo Bulo |
| Olimpia               | 0 - 4       | Vélez Sarsfield       |
| 3ª giornata           |             |                       |
| Olimpia               | 0 - 0       | Peñarol               |
| San Antonio Bulo Bulo | 2 - 1       | Vélez Sarsfield       |
| 4ª giornata           |             |                       |
| San Antonio Bulo Bulo | 0 - 3       | Peñarol               |
| Vélez Sarsfield       | 1 - 1       | Olimpia               |
| 5ª giornata           |             |                       |
| Peñarol               | 3 - 2       | Olimpia               |
| Vélez Sarsfield       | 3 - 0       | San Antonio Bulo Bulo |
| 6ª giornata           |             |                       |
| Peñarol               | 0 - 0       | Vélez Sarsfield       |
| Olimpia               | 4 - 0       | San Antonio Bulo Bulo |

### Tabellini
| Arbitro: | Kevin Ortega |

|                                               |           |                       |
| Viveros 30’ Barboza 74’ Herrera 90+11’ (rig.) | Marcatori | 64’ Benítez 79’ Ortiz |

| Arbitro: | Raphael Claus |

|                           |           |               |
| Carrizo 80’ Montoro 90+5’ | Marcatori | 48’ Fernández |

| Arbitro: | Paulo Zanovelli |

|                            |           |  |
| Villalba 60’ Machado 90+4’ | Marcatori |  |

| Arbitro: | Piero Maza |

|  |           |                                                        |
|  | Marcatori | 25’ Romero 49’ (rig.) Romero 56’ Carrizo 90+3’ Pizzini |

| Asunción 23 aprile 2025, ore 19:00 UTC-3 3ª giornata | Olimpia          | 0 – 0 referto | Peñarol | Estadio Defensores del Chaco (19 869 spett.)\| Arbitro: \| Jesús Valenzuela \| |
| Arbitro:                                             | Jesús Valenzuela |               |         |                                                                                |

| Arbitro: | Wilton Sampaio |

|                                       |           |             |
| E. Gómez 26’ (aut.) Santos 86’ (aut.) | Marcatori | 90’ Montoro |

| Arbitro: | Cristián Garay |

|  |           |                                           |
|  | Marcatori | 75’ Silvera 90+2’ Hernández 90+5’ Silvera |

| Arbitro: | Raphael Claus |

|             |           |                 |
| Carrizo 33’ | Marcatori | 90+2’ Fernández |

| Arbitro: | Wilmar Roldán |

|                                         |           |                             |
| L. Fernández 50’ Olivera 55’ Remedi 73’ | Marcatori | 13’ L. López 37’ Leguizamón |

| Arbitro: | Alexis Herrera |

|                                             |           |  |
| Carrizo 68’ (rig.) Santos 79’ Montoro 90+3’ | Marcatori |  |

| Montevideo 29 maggio 2025, ore 19:00 UTC-3 6ª giornata | Peñarol          | 0 – 0 referto | Vélez Sarsfield | Estadio Campeón del Siglo (0 spett.)\| Arbitro: \| Anderson Daronco \| |
| Arbitro:                                               | Anderson Daronco |               |                 |                                                                        |

| Arbitro: | Flavio de Souza |

|                                                    |           |  |
| Redes 52’ Leguizamón 53’ González 56’ E. López 82’ | Marcatori |  |